# Киккерт, Альберт
Альберт Киккерт (нидерл. Albert Kikkert, 1761—1819) — нидерландский вице-адмирал, генерал-губернатор Кюрасао.
Родился 17 ноября 1761 года, на острове Влиланд (Западно-Фризские острова).
В 1776 году вступил кадетом в морскую службу Голландии и уже на 17 году от рождения получил звание корабельного лейтенанта. 27 июля 1781 года, во время сражения при Доггер-банке, Киккерт, действуя на линейном корабле «Batavier» под командованием капитана Бентинка, отличился храбростью и присутствием духа. В 1782 году он был произведён в лейтенанты первого ранга, a в 1786 году — в капитаны. После этого Киккерт долгое время крейсировал по Средиземному морю и около Азорских островов, а потом отвравился на Кюрасао, где оставался до декабря 1793 года. На Кюрасао он в 1790 году усмирял восстание негров-рабов.
19 октября 1802 года, после возвращения в Голландию, он получил чин контр-адмирала, а в 1803 году ему поручено было командование военными кораблями, стоявшими в заливе Эмс. Это место он занимал до 1807 года, когда главным инспектором берегов Немецкого моря был назначен вице-адмирал Винтер — Киккерт перешёл под его начальство. 10 апреля 1808 года, произведённый в вице-адмиралы, Киккерт был назначен командиром флота в Роттердаме. В то же время Наполеон наградил его орденом Почётного легиона.
До присоединения Голландии к Франции Киккерт был постоянным врагом Оранской партии и приверженцем республики. Но когда последствия показали ему плоды мнимой свободы, дарованной голландцам Францией, он в 1813 году явился в числе лиц, присоединившихся к войскам будущего короля Виллема. Лишь только узнали о неудачах Наполеона в Германии, вице-адмирал Киккерт приказал поднять голландский флаг на всех военных кораблях и прокламацией из Роттердама объявил себя поборником независимости Голландии.
По его распоряжениям были заняты Брюль и Гельветслуис — естественные порты, к которым могли приставать вспомогательные войска Англии. Король Виллем I, во внимание заслуг Киккерта в восстановлении Оранской династии на троне Нидерландов, 8 июля 1815 года пожаловал его званием командора военного ордена Виллема и назначил губернатором Кюрасао.
Скончался Киккерт на Кюрасао 16 декабря 1819 года.